# Martin Kaupp
Martin Kaupp (* 7. Juli 1962 in Stuttgart) ist ein deutscher Chemiker und Professor an der TU Berlin.

## Leben
Kaupp studierte Chemie an der Universität Stuttgart und promovierte an der Universität Erlangen-Nürnberg bei Paul von Ragué Schleyer. Im Anschluss an einen Postdoc-Aufenthalt an der Université de Montréal habilitierte er sich 1997 an der Universität Stuttgart.
1999 wurde er zum Professor für Chemie an die Universität Würzburg berufen, bevor er 2010 Professor für Theoretische Chemie – Quantenchemie an der TU Berlin wurde. Er ist Mitglied des Exzellenzclusters Unifying Systems in Catalysis (UniSysCat).
Kaupp befasst sich mit der Entwicklung von theoretischen Methoden und Algorithmen der modernen Dichtefunktionaltheorie sowie Anwendungen, die von der bioanorganischen, anorganischen und metallorganischen Chemie bis zu organischen Materialien und Bioradikalen reichen. Eine wesentliche Rolle spielen dabei die Berechnung spektroskopischer Parameter der NMR und EPR und die Berücksichtigung relativistischer Effekte.

## Auszeichnungen (Auswahl)
- 2001 Dirac Medal[3] of the World Association of Theoretical and Computational Chemists (WATOC)

## Publikationen (Auswahl)
- L. Benda, J. Mareš, E. Ravera, G. Parigi, C. Luchinat, M. Kaupp, J. Vaara: Pseudocontact NMR shifts over a paramagnetic metalloprotein (CoMMP-12) from first principles. In: Angewandte Chemie, Int. Ed. Engl. 2016, 55, 14713-14717. doi:10.1002/anie.201608829
- M. Firouzbakht, N. J. Rijs, P. González-Navarrete, M. Schlangen, M. Kaupp, H. Schwarz: On the Activation of Methane and Carbon Dioxide by [HTaO]+ and [TaOH]+ in the Gas Phase: A Mechanistic Study. In: Chemistry – A European Journal 2016, 22, 10581-10589.  doi:10.1002/chem.201601339